# 小林存
小林 存（こばやし ながろう、1877年（明治10年）6月6日 - 1961年（昭和36年）3月10日）は、日本のジャーナリスト、民俗学研究家、歌人、俳人。名は「ぞん」とも読む。号は粲楼（さんろう）、粲楼学人、烏啼（うてい）。新潟県中蒲原郡横越村（現・新潟市江南区）出身。

## 生涯

### 誕生から青年期まで
1877年、小林祐保・ミン夫妻の末子として生まれる。小林家は代々、新発田藩蒲原横越組の大庄屋を務めた素封家で、郡内の有力地主の一つであった。横越小学校・亀田高等小学校を経て上京し、第一高等学校への進学を目指すが失敗し、東京専門学校（現・早稲田大学）に進学、坪内逍遥に学んだ。また、同校在学中の1894年に蒲原有明、山岸荷葉、林田春潮らと同人誌『落穂双紙』を発刊した。1896年、東京専門学校を卒業すると、坪内の推薦で県立佐賀中学校の英語教師として赴任したが、2年後に帰郷し新津の秋葉山で石油採掘を試みるが失敗した。

### ジャーナリストとして
1900年12月、粲楼と号して『新潟新聞（現・新潟日報）』紙上で同社の歌人・山田穀城に論争を挑んだ。これを評価したのが同社社長であった坂口仁一郎（坂口安吾の父）である。坂口の知遇を得た存は、1904年2月に新潟新聞社へ入社し、主筆となった。そこで新潟県でも奥地に当たる三面、秋山郷、銀山平などの探訪記を数多く連載した。1907年には県内の実業家視察団に随行してウラジオストクに渡り、紀行文「鵬程日乗」を『新潟新聞』に連載した。また、河東碧梧桐と親交を結び、烏啼と号して句作に本格的に取り組むようになった。1912年に新潟新聞社を退社後、1915年には満州・朝鮮を訪れて『成大録』を著した。1916年には文芸誌『高志時報』を創刊、1925年に週刊紙『東北時報』の顧問となり、粲楼学人のペンネームで同紙が廃刊される1939年まで論説を寄せた。この間、1932年には再び満州・朝鮮を訪れて『満蒙の生命線への道』を著した。1946年には週刊紙『新潟民衆新聞』を創刊している。

### 民俗学研究家として
1930年代になって、方言や民俗文化の研究に没頭するようになった存は、1934年に同好の士と高志路会を結成し、1935年には月刊誌『高志路』を創刊した。同年に柳田國男が指導して東京で開催された第一回日本民俗学講習会に参加し、1936年には柳田を新潟市に迎えて民俗学の講演会を開催している。1937年に『越後方言考』を刊行、1938年には寺門静軒の『新斥富史』に訳註を付して刊行した。1950年には『県内地名新考』上・下巻を刊行し、また新潟県内各地の郷土誌を著すなど、新潟県内の民俗学研究、郷土史研究をリードし続けた。これらの功績が高く評価され、1950年に新潟日報文化賞を受賞、1952年には日本民俗学会名誉会員となった。また、1953年には新潟県民俗学会を設立した。1955年に脳出血で倒れて以降、病気がちとなったため、存を慕う坂口献吉（仁一郎の子、安吾の兄）らは小林存を守る会を結成、存に療養費を贈っている。1961年死去。

## 著作
- 『弥彦神社　附国上と良寛』（1913年）
- 『越後鉄道を主とせる一市三郡案内記』（1913年）
- 『成大録』（1915年）
- 『村杉の湯』（村山亀齢と共編、1915年）
- 『満蒙の生命線への道』（1932年）
- 『越後方言考』（1937年。国書刊行会、1975年）
- 『県内地名新考』上巻・下巻（1950年。新潟日報事業社、1982年）
- 『越後方言七十五年』（1951年）
- 『横越村誌』（横越公民館、1952年）
- 『中魚沼の物語』（中魚沼の物語刊行会、1954年。増補版1956年）
- 『水原郷土史』（水原町、1957年）
- 『玉石同架　小林存歌集』（渡辺赳夫編、新潟県民俗学会、1958年）
- 『沼垂記』（新潟市立沼垂図書館、1965年）
- 『烏啼句集』（曽我広見編、蒲原宏解題、1989年）
- 『越後秘境探検記』（曽我広見訳、新潟日報事業社、1990年）
- 『明治の蒲原佐渡探訪』（曽我広見訳、新潟日報事業社、1993年）
- 『新潟地名新考』上・下（須貝重一翻案、新潟日報事業社、2004年）
- 『小林存選集』（岡村浩ほか編、横越町、2005年）

## 評伝
- 川崎久一『小林存伝　日本民俗学の先駆者』（野島出版、1979年）